# Curchy

Curchy este o comună în departamentul Somme, Franța. În 1 ianuarie 2022 avea o populație de 293 de locuitori.